# Stéphane Mazars
Stéphane Mazars (født 25. marts 1969 i Lyon, Rhône, Auvergne-Rhône-Alpes) er en fransk politiker fra Det radikale venstreparti (PRG) og La République en marche (LREM). 

## Medlem af Nationalforsamlingen
Ved valget i 2012 stillede Stéphane Mazars op som fælles kandidat til Nationalforsamlingen for PRG og MoDem i første kreds i Aveyron. Han blev nummer tre i valgets første runde og gik dermed ikke videre til anden valgrunde.
I 2017 blev Stéphane Mazars valgt til Nationalforsamlingen for Aveyrons første kreds. Efter valget er han indtrådt i La République en marche's parlamentsgruppe.

## Medlem af senatet
Stéphane Mazars var radikal senator for Aveyron i 2012–2014.

## Viceborgmester i Rodez
Stéphane Mazars har været viceborgmester i Rodez siden 16. marts 2008.